# اتحاد طلابي
الاتحاد الطلابي أو "الأمم الطلابية" أو ببساطة "الأمم" (باللاتينية: natio وتعني "الميلاد" أو "الانتماء بالولادة")، هي جمعيات طلابية إقليمية داخل الجامعة. كانت هذه الظاهرة شائعة في أنحاء أوروبا خلال العصور الوسطى، لكنها أصبحت الآن محصورة إلى حد كبير في أقدم الجامعات في السويد وفنلندا، ويرجع ذلك جزئيًا إلى النزاعات العنيفة التي نشبت بين هذه الأمم في المدن الجامعية في دول أخرى. كانت الجامعات في العصور الوسطى ذات طابع كوزموبوليتاني، حيث اجتذبت طلابًا من مناطق محلية وأجنبية متنوعة. وكان الطلاب القادمون من نفس المنطقة غالبًا ما يتحدثون اللغة ذاتها، ويتوقعون الخضوع لقوانين مألوفة لهم، مما دفعهم إلى التجمّع ضمن "أمم" طلابية.
في العالم الناطق بالإنجليزية، قد تكون أقرب المؤسسات الشبيهة بنظام الأمم في العصور الوسطى هي نظام الكليات في الجامعات البريطانية القديمة، أو الهيئات الطلابية في الجامعات الأمريكية الشمالية، وإن كانت هذه المقارنات غير دقيقة تمامًا. أما في البرتغال والبرازيل، فهناك كيانات طلابية تُعرف باسم repúblicas، لكنها تقتصر على كونها مجموعات سكنية مشتركة ولا ترتبط بمكان الولادة أو الأصل الجغرافي.

## أمثلة لبعض جامعات العصور الوسطى
جامعة باريس

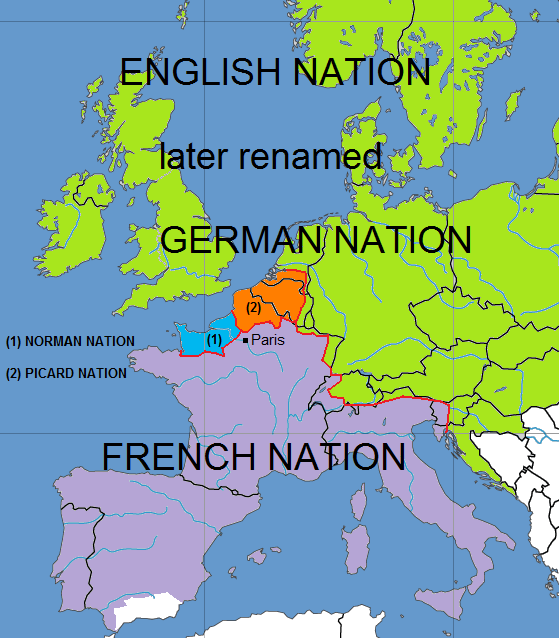
خارطة توضح المناطق التي تغطيها الاتحادات الأربع الأصلية لجامعة باريس خلال العصور الوسطى

ضمت جامعة باريس طلابًا من عدة مناطق، منهم الفرنسيون، والنورمان، والبيكارديون، والإنجليز، ثم تبعهم الإيمينيون. في عامي 1383 و1384، انتُخب جان جيرسون نائبًا لنقابة الطلاب الفرنسيين أثناء دراسته لعلم اللاهوت في باريس. كما كان هناك في الجامعة تجمع لطلاب المتحدثين بالألمانية، الذين أسسوا لهم نقابة خاصة.
كانت النزاعات بين النقابات شائعة في باريس، وقد وصف جاك دي فيتري هذه الخلافات بقسوة، حيث وصف الإنجليز بأنهم سكارى وملاحقون، والفرنسيين متبجحين ومتشبهين بالنساء، والألمان غاضبين وبذيئين في احتفالاتهم، والنورمان متفاخرين وخاليين من الجوهر، والـ"بوتيفين" خونة ومجازفون، والبرجنديون مبتذلون وبلا فهم. أما البريتانيون فكانوا معروفين بتقلب المزاج، وكانوا يُلامون على وفاة آرثر. وصف اللومبارديون بالجشع والشر، والرومان بالفتنة والافتراء، والصقليون بالاستبداد والقسوة، وأبناء برابانت برجال دم ومحرضين ولصوص وخاطفين، والفلمنكيون متقلبون، مسرفون، جشعون، ومتراخون كالرغوة.
كانت هذه الأوصاف مهينة جدًا وغالبًا ما كانت تُستخدم للتهجم والتشكيك في بعض الجماعات الطلابية الأخرى.

جامعة أكسفورد
انقسم الطلاب الذين درسوا في العصور الوسطى في أكسفورد لاتحادين يتشاجران باستمرار وهم الاستراليز والبوريلز، يأتي أصل الاستراليز من جنوب نهر الترينت وكانوا أقوى من الاتحاد المنافس، واعتبر الويليزيون وطلاب رومانس لاند جزءًا من الاستراليز، جاء معظم البوريلز من شمال إنجلترا وإسكتلندا.
في عام 1274م عُزم على تفكيك الاتحادات (النقابات) ودب السلام في المدينة في أكسفورد لكنهم لم ينجحوا واستمرت النزاعات، إحداها في 29 أبريل 1388م عندما تقاتل طلاب الويليز مع نظرائهم الشماليين حينها قال عنهم المؤرخ هنري نايتون «كانوا لا يهدؤون»، وفي العام التالي هاج البوريلز في البلدة وهم يهتفون «الحرب الحرب الحرب والذبح الذبح الذبح اقتلوا كلاب الويليز وانهبوهم حين ذهابهم» قبل السيطرة على ما تبقى من طلاب الويليز وتبولوا عليهم أثناء تقبيلهم لافتات (وداعًا) على بوابات البلدة.
جامعة براغ
اعتمد تقسيم مماثل للطلاب في جامعة تشارلز في براغ حين افتتح الاستوديو العام للجامعة عام 1348م وهي البوهيمية (للطلاب المحليين) والبافارية والساكسونية والبولندية.
أما الطلاب الآخرين فلم يكن تقسيمهم وفقًا لمكان ميلادهم.
جامعة لايبتزغ
عندما أسس علماء جامعة براغ جامعة لايبتزغ في عام 1409م تكرر تقسيم النقابات في براغ في الجامعة الجديدة، واستُبدلت النقابة البوهيمية للطلاب المحليين ومرغريفية مايسن ودُمجت نقابة ميسنينيسيوم مع بقية الطلاب من ساكسونيا وبافاروروم -بافاريا- وبولونوروم -بولندا-.
جامعة بولونيا

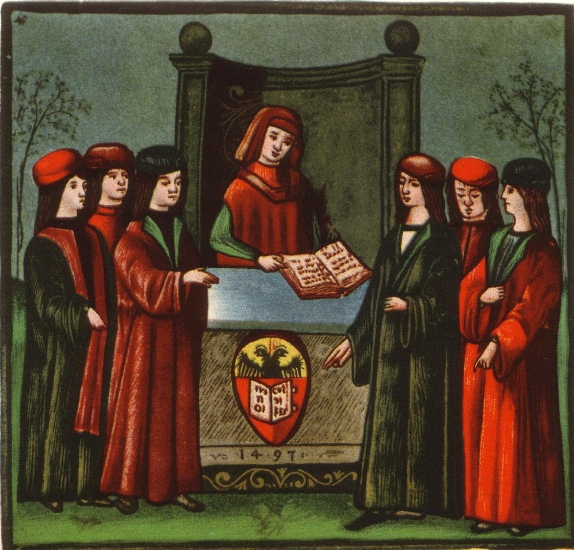
صورة من القرن الخامس عشر لطلاب يلتحقون (بالأمة الألمانية) في جامعة بولونيا.

كانت هناك ثلاث جامعات منفصلة في بولونيا في العصور الوسطى اثنتان لدراسة القانون وواحدة للطلاب من إيطاليا -ليست بولونيا- وهي جامعة سيترا مونتان والأخرى للطلاب من خارج شبه الجزيرة وهي جامعة الترامونتان أما الأخيرة فكانت جامعة الفنون والطب.
قُسمت جامعة الترامونتان إلى أربعة عشر نقابة مختلفة في بداية عام 1265م مثل الاغريقية والبيكارد والبورغندية والنورمان والكتالونية والمجرية والإنجليزية والجاسكون وغيرها... في حين قُسمت جامعة سيترامونتان إلى ثلاث نقابات: الرومان والتوسكان واللومبارد.
كانت النقابة الألمانية الأهم والأقوى في جامعة بولونيا الترامونتان وكان نيكولاوس كوبرنيكوس أحد أشهر أعضائها الذين التحقوا بها عام 1496م وهي منظمة جامعية متميزة تضم الناطقين بالألمانية من مناطق عديدة في أوروبا.
جامعة بادوا
انقسم الطلاب في جامعة بادوفا إلى 22 نقابة تعود إلى الأقاليم المختلفة في البندقية وإلى كبرى ولايات إيطاليا وإلى الولايات المهمة في أوروبا منها: الألمانية والبوهيمية والمجرية والبروفنسالية والبرغندية والإسبانية والبولندية والإنجليزية والإسكتلندية والبندقية وبلاد ما وراء البحار -الجزر اليونانية البندقية- ولامبارد -شرق لومباردي وغرب فينيتو-  وتريفيسان -شمال وشرق فينيتو- والفريلايان والدلماسي والميلانية والرومانية والصقلية والأنكونية والتوسكانية والبييمونتية وجنوان.

## فنلندا
توجد النقابات الطلابية -اوسكونات- في فنلندا في جامعة هلسنكي وكلية العلوم والتكنولوجيا بجامعة آلتو، بالتالي اعتُمدت قانونيًا وأنشئت في منتصف القرن السادس عشر والثامن عشر، حيث سميت على المناطق في فنلندا واضطر الطلاب للانضمام وفقًا لأصولهم قبل أن تصبح العضوية تطوعية في عام 1937م، أما اليوم فيمكن للطلاب اختيار الانضمام إلى أي نقابة يريدون فيوجد بعضها فنلندية وأخرى سويدية، إن النقابات موجودة أيضًا في جامعات أخرى على الرغم من أنها تسمى قانونيًا جمعيات واندمجت النقابات الطلابية في فنلندا مع مجموعة كبيرة من المنظمات الطلابية الأخرى مثل النوادي الطلابية.

## إسكتلندا
توجد النقابات الطلابية في بعض الجامعات القديمة في إسكتلندا، رغم تراجع أهميتها بشكل كبير عبر الزمن. ففي جامعة إدنبرة، لم تُنشأ هذه النقابات مطلقًا، أما في جامعة سانت أندروز فقد أُلغي نظام النقابات بعد مناقشات داخل اللجنة الملكية لجامعات إسكتلندا، التي ساهمت لاحقًا في وضع قوانين الجامعات الإسكتلندية. ومع ذلك، تستمر النقابات في العمل في العصر الحديث في جامعتي أبردين وغلاسكو، حيث تُستخدم بشكل رئيسي في انتخاب رئيس الجامعة.

## السويد
عندما تأسست جامعة أوبسالا عام 1477م، تم تبنّي نظام النقابات الطلابية من جامعة السوربون في باريس، حيث كانت هناك نقابة خاصة بالطلاب الإسكندنافيين. وحتى تاريخ 30 يونيو 2010م، استمر العمل بنظام الاتحاد الطلابي (النقابات) في جامعتي أوبسالا ولوند السويديتين، وكان يتوجب على الطلاب التسجيل في إحدى هذه النقابات.
تاريخيًا، كانت جامعة تارتو التي تأسست عام 1632م في إستونيا (التي كانت آنذاك جزءًا من السويد)، تعتمد نفس النظام، ولكنه أصبح الآن اختياريًا، رغم أن معظم الطلاب لا يزالون يختارون الانضمام إليه.
تُسمّى النقابات الطلابية عادةً بناءً على الأقاليم الجغرافية. ففي جامعة لوند، تُستمد أسماؤها من المقاطعات والمناطق في جنوب السويد. أما في جامعة أوبسالا، فهي تُنسب إلى مناطق من جميع أنحاء السويد، باستثناء سكانيا (سكانلاند)، وهي المنطقة الجنوبية التي تنتمي تقليديًا إلى جامعة لوند. وقد أُنشئت جامعة لوند عام 1666م لتكون مؤسسة تعليمية للشباب في المناطق التي ضمّتها السويد حديثًا آنذاك.
وحتى عام 2010م، كان هناك اتحاد طلابي خاص بسكانلاند في أوبسالا، لكنه لم يكن نشطًا فعليًا، بل كان موجودًا شكليًا فقط للطلاب الذين لا يرغبون في الانضمام إلى أي نقابة طلابية.
كان من المعتاد أن ينضم الطلاب إلى نقابات تمثل مناطقهم الأصلية، ولكن هذا التقليد لم يعد معمولًا به اليوم، باستثناء نقابة سودرمانلاندز-نيريكس في أوبسالا، التي لا تزال تحتفظ بهذا النظام الإقليمي، رغم أنه لم يعد يُطبّق على الطلاب الدوليين كما في السابق.
وتقوم النقابات الطلابية بتنظيم العديد من الأنشطة الاجتماعية التي تقوم بها عادة الأندية الطلابية في الجامعات الأخرى، مثل: الحانات والنوادي، فرق المسرح والأوركسترا، الجمعيات الرياضية، توفير بعض المساكن الطلابية